# Zbór Kościoła Chrześcijan Baptystów w Gorzowie Wielkopolskim
Zbór Kościoła Chrześcijan Baptystów w Gorzowie Wielkopolskim – zbór Kościoła Chrześcijan Baptystów znajdujący się w Gorzowie Wielkopolskim, przy ulicy Kosynierów Gdyńskich 64, funkcjonujący pod tym adresem od kilkudziesięciu lat. Nabożeństwa odbywają się w każdą niedzielę o godzinie 10:00.
Jeszcze przed majem 1945 ten sam budynek użytkowała ta sama denominacja. Po 1945 społeczność gorzowskich baptystów tworzyli przedstawiciele niemieckich, ukraińskich i polskich grup etnicznych (część wyemigrowała przed 1989 rokiem do Republiki Federalnej Niemiec). 
W wyniku reorganizacji (1988) ze zboru wyłonił się post-baptystyczny, neo-zielonoświątkowy zbór „Hosanna”.